# Reial Audiència de Buenos Aires
La Reial Audiència de Buenos Aires, oficialment coneguda com a Audiència i Cancelleria Reial de Buenos Aires, va ser el més alt tribunal d'apel·lacions de la Corona espanyola amb seu a la ciutat de Buenos Aires. Va funcionar breument com a audiència pretorial entre 1663 i 1672 amb un districte que comprenia, dins del Virregnat del Perú, les governacions del Riu de la Plata, Paraguai i Tucumán, erigides en capitania general. Va ser restablerta al Virregnat del Riu de la Plata el 1785 com a audiència virreinal tenint com a districte les intendències de Buenos Aires, Còrdova del Tucumán, Salta del Tucumán i del Paraguai. Després de la Revolució de Maig de 1810 va funcionar fins al 23 de gener de 1812, quan va ser reemplaçada per una cambra d'apelacions. La seva seu estava al Cabildo de Buenos Aires.

## Audiència pretorial

### Creació
La creació d'aquesta reial audiència va ser ordenada pel rei Felip IV d'Espanya el 6 d'abril de 1661 degut a:
| « | Tenint consideració a allò que convè que les províncies del Riu de la Plata, Tucuman i Paraguai siguin ben governades, així en lo militar como en lo polític, administrant-se als veïns de elles justicia amb tota integritat, i atenent a que respecte d'estar tant distants aquelles províncies de la meva Audiència Reial de la ciutat de La Plata a la Província de Los Charcas districte en el qual estaven compreses, no podien ocórrer els veïns d'elles a seguir els seus plets i causes, i a demanar se'ls guardi justícia en els greuges que se'ls feien pels meus governadors i altres persones poderoses, i perquè a les dites províncies s'atengui amb la puntualitat necessària a l'administració de la meva Hisenda i s'evitin els fraus que s'han comès i cometen contra ella, admetent vaixells estrangers al port de Buenos Aires al tràfic i comerç, estant tan prohibit... | » |

La seva composició i districte va ser especificada com:
| « | He resolt entre d'altres coses i en consultes del meu Consell Reial de les Índies que es fundi i erigeixi una Audiència i Cancelleria Reial segons i com les hi ha a les províncies de Xile i Ciutat de Panamà, i que aquesta resideixi en la de la Trinitat del port de Buenos Aires i que es composi d'un President, tres Oidors i un Fiscal, i dels altres ministres que conforme a les seves ordenances hi hauria d'haver, i que el dit President meu sigui de capa i espasa, i en qui concorrin intel·ligència en lo militar, perquè juntament sigui Governador i Capità General de les Províncies del Riu de la Plata i que la dita Audiència meva tingui per jurisdicció i districte les dites Províncies del Riu de la Plata, les del Paraguai i Tucuman, que aquestes estiguin subjectes a ella segons i com fins aquí ho han estat a la meva audiència reial de la Ciutat de La Plata d'on es desagreguen, separant-les d'ella... | » |

El districte va quedar així erigit en capitania general, ordenant-se-li al virrei del Perú:
| « | ... i que el Govern Superior de tot l'hagi de tenir a les dites Províncies el que fos President de dita Audiència, segons i com el tenen els Presidents de les de Xile i Panamà, i ell ha d'estar subordinat a vos com ho estan els de les dites dos Audiències, sense que tingueu més jurisdicció ni domini en ella ni en aquelles províncies, no obstant el que fins ara hagin estat sota del nostre Govern... | » |

Una altra reial cèdula del 20 de juny de 1661 va fixar les pautes del seu funcionament i va nomenar com el seu primer president de capa i espasa a Alonso de Mercado y Villacorta, qui no va poder ocupar el càrrec perquè l'audiència va ser establerta després que deixés el càrrec de governador acusat de contraban. El 23 de novembre de 1662 el rei va nomenar com a president, governador i capità general al mestre de camp José Martínez de Salazar, qui va assumir el 28 de juliol de 1663 i per no ser lletrat tenia veu però no vot en els casos de justícia. L'1 d'agost de 1663 va ser rebut solemnement el segell reial a Buenos Aires, i el 3 d'agost de 1663 va quedar establerta l'audiència en jurar el presidents, dos oidors i altres integrants.
Els seus primers oidors i alcaldes del crim designats per 3 anys van ser:
- el llicenciat Pedro García d'Ovalle -exfiscal de l'Audiència de Charcas, com a oidor més antic. En complir el seu mandat el 3 d'agost de 1666 va ser designat alcalde del crim de l'Audiència de Lima.
- el doctor Pedro de Rojas i Luna -qui va arribar d'Espanya- va ser designat el 30 de gener de 1663 en reemplaçament de Fernando de Yrabedra Paz, qui va romandre a Espanya. En expirar el seu mandat va ser nomenat alcalde del crim de l'Audiència de Lima, però va morir abans de viatjar el 1666 o 1667.
- el doctor Alonso de Solórzano i Velasco -exoidor de l'Audiència de Xile- va ser designat per 4 anys el 6 de setembre de 1664 en reemplaçament del doctor Juan de Huerta Gutiérrez -també exoidor de l'Audiència de Xile- que no va assumir en ser nomenat inquisidor a Lima.
- Manuel Muñoz de Cuéllar, incorporat com a oidor el 1666.

El primer fiscal designat va ser Juan de Lerín, però no va assumir i el 9 de desembre de 1662 va ser designat Diego Portales y Salas, qui va prendre el càrrec el 16 d'agost de 1663. Portales y Salas va ser designat oidor el 25 maig de 1667, sent reemplaçat com a fiscal per Diego Ibáñez de Faría el 1669 -designat el 20 de juliol de 1667-.

### Extinció
Per reial cèdula de 31 de desembre de 1671, que es va complir el 26 d'octubre de 1672, es va manar extingir aquesta audiència, tornant tots els plets a la jurisdicció anterior, és a dir, a l'Audiència de Charcas, i retornant la jurisdicció del virrei del Perú. El president de l'audiència, José Martínez de Salazar, va cessar en aquest càrrec però va continuar com a governador del Riu de la Plata.
| « | ... havent-se vist al Consell Reial de les Índies diferents cartes i papers d'aquella Audiència i altres notícies que s'han tingut, amb l'especial atenció que demana la gravetat d'aquesta matèria, i consultant-se'm allò que prop d'ella se li oferia, atenent a que l'experiència ha mostrat que de la formació d'aquella Audiència no han resultat els efectes que s'esperaven, ni aconseguint-se els fins que van donar motiu a la seva erecció, i per altres justes consideracions del Reial Servei, he resolt que s'extingeixi... només hi hagi d'haver en comptes de l'Audiència un governador i capità general d'aquelles províncies, que ara han de tornar a comprende's a la jurisdicció i govern de l'Audiència de Charcas com abans ho estaven en tot i per tot sense que hi hagi alteració alguna... | » |

Malgat al fet que ja havia estat suprimida, la Recopilació de Lleis d'Índies sancionada el 18 de maig de 1680, en llei XIII (Audiència i Chancelleria Reial de la Ciutat de la Trinitat, Port de Buenos Ayres) del títol XV (De les Audiències i Chancelleries Reials de les Índies) del llibre II, recull els límits i els funcionaris d'aquesta audiència, provinents de la reial cèdula de 1661:
| « | A la Ciutat de la Trinidad, Port de Buenos Aires, resideixi una altra nostra Audiència i Chancelleria Reial, amb un President, Governador i Capità General: tres Oidors, que també siguin Alcaldes d'el Crimen: un Fiscal: un Agutzil major: un Tinent de Gran Chanceller, i els altres Ministres i Oficials necessaris, i tingui per districte totes les Ciutats, Vil·les, Llocs i terres, que es comprenen a les Províncies del Riu de la Plata, Paraguai i Tucuman, no embargant, que fins ara hagin estat sota el districte i jurisdicció de la dels Charcas, per quant les desagreguem i separem d'ella per a aquest efecte: i la jurisdicció s'ha d'entendre de tot allò que al present estigui pacífic i poblat en les dites tres Províncies, i del que es reduís, pacifiqués i poblés en elles. I és nostra voluntat, que al governador i capità general de les dites províncies, i president de la Reial Audiència d'elles, pertanyi privativament proveir en les coses de govern; tret que per al seu millor encert, manem, que en els casos i coses que s'oferissin de govern, i foren d'importància, el dit Governador les hagi de tractar i tracti amb els Oidors de la mateixa Audiència, perquè li donin el seu parer consultivament, i havent-los escoltat, proveeixi allò que més convingui al servei de Deu, i al nostre, pau i tranquil·litat d'aquelles Províncies i República, i en tot procedeixin conforme a dret, i les seves especials Ordenances. | » |

## Audiència virreinal

Les divisions internes del Virregnat del Riu de la Plata el 1783.

Va ser creada al Virregnat del Riu de la Plata -que havia estat creat provisionalment l'1 d'agost de 1776, i que es va fer efectiu a l'any següent- durant el regnat de Carles III d'Espanya per reial decret del 25 de juliol de 1782 i comunicada al virrei el 14 d'abril de 1783:
| « | ... he vingut pel meu Reial Decret de vint i cinc de Juliol següent en establir una Reial Audiència Pretorial a la mateixa Capital de Buenos Aires, la qual tingui per districte la Província d'aquest nom, i les tres de Paraguai, Tucuman y Cuyo. Que verificat el seu establiment queden extingits a la mateixa Capital l'Ocupació de Protector d'Indis, el de defensor de la meva Reial Hisenda i el d'Agutzil Major d'aquelles meves Reials Caixes; i el d'Auditor de guerra, després que falti d'allà l'actual Assessor d'aquell Virregnat, doncs per ara han de continuar reunits en ell ambdós càrrecs. Que la nova Audiència es composi del Virrei com a President, d'un Regent, quatre Oidors i un Fiscal, amb l'Ocupació del qual ha de quedar unit el Protector d'Indis... Que hi hagi dos Agents Fiscals, dos Relators, i dos Escrivans de Cambre... en intel·ligència d'expedir-se amb data d'avui les corresponents cèdules a les meves Reials Audiències de Xile i Charcas perquè els consti el territori que se segrega de la seva respectiva jurisdicció... | » |

Després de la publicació per ban del 5 d'agost de 1785, la instal·lació solemne de l'audiència va tenir lloc el 8 d'agost de 1785, arribant el segell reial l'endemà. Els seu primer regent va ser Manuel Antonio de Arredondo y Pelegrín, i els seus oidors: Alonso González Pérez, Sebastián de Velasco, Tomás Ignacio Palomeque. El fiscal va ser José Márquez de la Plata.
El seu territori comprenia les intendències de Buenos Aires, Paraguai, Còrdova del Tucumán i Salta del Tucumán i les governacions subordinades a Buenos Aires de Misiones i Montevideo. Els quals, excepte el que va anar al corregimiento de Cuyo (separat de la Reial Audiència de Xile), van ser segregats de l'Audiència de Charcas.
La presidia el virrei, posseïa un regent, quatre oidors, un fiscal (que seria al mateix temps protector d'indis), dos agents fiscals, un canceller, dos relators, dos escrivans de càmera, quatre procuradors, un taxador i un repartidor, dos porters i un escombriaire. Havia de complir tres missions: la primera purament judicial, la segona política i la tercera particular i exclusiva de cada districte. La més important de les seves atribucions eren les judicials: com a tribunal d'apel·lació li arribaven els judicis fallats en primera instància per alcaldes, governadors i altres funcionaris. En casos especials, podia actuar com a tribunal de primera instància. També era tribunal d'apel·lació en casos civils i criminals substanciats en tribunals inferiors, i tribunal de primera instància en els anomenats “casos de cort” i problemes amb els indis.
Segons Ots Capdequi, citant a Ruiz Guiñazú, va haver-hi tres tipus d'audiència als territoris colonials espanyols: audiències virreinals, pretorials i subordinades. Les audiències virreinals eren les establertes a la pròpia capital del virregnat i presidides pel mateix virrei. Les pretoriales eren les radicades en ciutats metropolitanes d'una capitania general, presidides al seu torn per un capità general i governador. Les subordinades eren totes les restants, que no responien a aquestes característiques. No obstant això, l'Audiència de Buenos Aires, que al principi efectivament havia de ser considerada pretorial, posteriorment, quan va ser reinstal·lada després de la creació del Virregnat del Riu de la Plata, no va ser considerada com virreinal, continuant sent designada com pretorial, encara que posseïa la jerarquia de la primera.

### Regents
- Manuel de Arredondo: va ser designat el 12 de juliol de 1783 i va prendre possessió del càrrec el 3 de maig de 1785. El 16 d'octubre de 1787 va rebre l'ordre de deixar el càrrec.
- Benito de la Mata Linares: va ser designat el 4 de març de 1787 i va prendre possessió del càrrec el 23 de juny de 1788. El 20 de maig de 1806 va deixar el càrrec.
- Lucas Muñoz y Cubero: va ser designat el 4 de maig de 1804 i va prendre possessió del càrrec el 20 de juny de 1805. El 3 de gener de 1812 va deixar el càrrec a la Cambra d'apelacions.[9]

### Fiscals
Civil i criminal i protector de naturals:
- José Márquez de la Plata, 30 de juny de 1784 - 1787

Civil:
- José Márquez de la Plata, 1787 - 1804
- Manuel Genaro Villota, 1804 - 22 de juny de 1810

Criminal:
- José Márquez de la Plata, 29 de juliol de 1788 - 29 de desembre de 1789 (interí)
- Francisco Manuel de Herrera, 29 de desembre de 1789 - 19 de febrer de 1799
- Manuel Genaro Villota, 21 de febrer de 1800 - 1805
- Antonio Caspe y Rodríguez, 9 de juny de 1806 - 22 de juny de 1810

## Audiència després de la Revolució de Maig
El 25 de maig de 1810 es va produir la Revolució de Maig al Riu de la Plata quan la Primera Junta va prendre el control de Buenos Aires. Els oidors Francisco Tomás de Anzoátegui, Manuel de Velasco i Manuel José de Reyes, juntament amb els fiscals Manuel Genaro Villota i Antonio Caspe y Rodríguez, i el virrei i president Baltasar Hidalgo de Cisneros van ser capturats i deportats a les illes Canàries el 22 de juny de 1810 en un cúter britànic.
Aquesta acció va frustrar els plans del comandant de l'Apostadero de Montevideo José María Salazar, qui pretenia establir al virrei i a l'audiència a la ciutat reialista de Montevideo. Per a això comptava amb l'oidor designat Juan de Zea y Villarroel, qui havia arribat a Montevideo el 14 de juny de 1810, i va enviar un vaixell a la Capella de Mercès a la recerca de l'oidor José Márquez de la Plata, que s'estava restablint allí d'una malaltia des de desembre de 1809. Aquest es va excusar per la seva malaltia, i la Junta va ordenar el 7 de setembre de 1810 no pagar-li el sou mentre no la reconegués públicament.
El 23 de juny de 1810 la Junta va cobrir els llocs vacants, nomenant com a conjutges als advocats Vicente Anastasio Echevarría, Pedro Medrano i José Darregueira, i com a fiscal en el civil i criminal a José Simón García de Cossio. La regència va continuar ocupada per Lucas Muñoz i Cubero.
El 15 de gener de 1811 Francisco Javier de Elío va arribar a Montevideo com a virrei i president de la Reial Audiència de Buenos Aires, requerint-li a aquesta el seu reconeixement, però va ser rebutjat. El 17 d'abril de 1811 el Consell de Regència va disposar la instal·lació de l'audiència a Montevideo designant nous integrants: Manuel de Irigoyen (regent), Luis Gonzalo del Río, José Acevedo Salazar, Juan de Zea y Villarroel com a oidors i Miguel Lastarria com a fiscal. No obstant això, Elío va respondre que la seva jurisdicció solament es limitava a Montevideo i al Riu de la Plata i no va donar execució a l'ordre.
El 23 de gener de 1812 el Primer Triumvirat va sancionar el Reglament d'Institució i Administració de Justícia del govern Superior Provisional de les Províncies Unides del Riu de la Plata, que va reemplaçar la Real Audiència per la Cambra d'apelacions.